# Tommaso Paleologo
Tommaso Paleologo (in greco Θωμάς Παλαιολόγος?, Thōmas Palaiologos; Costantinopoli, 1409 – Roma, 12 maggio 1465) fu despota di Morea dal 1428 fino alla conquista da parte degli ottomani del despotato, avvenuta nel 1460.

Tommaso divenne il legittimo pretendente al trono di Bisanzio, titolo che poté ottenere con il sostegno di Papa Pio II, dato che il fratello più anziano, Demetrio Paleologo, nel 1460 si era alleato con gli ottomani per sconfiggerlo.

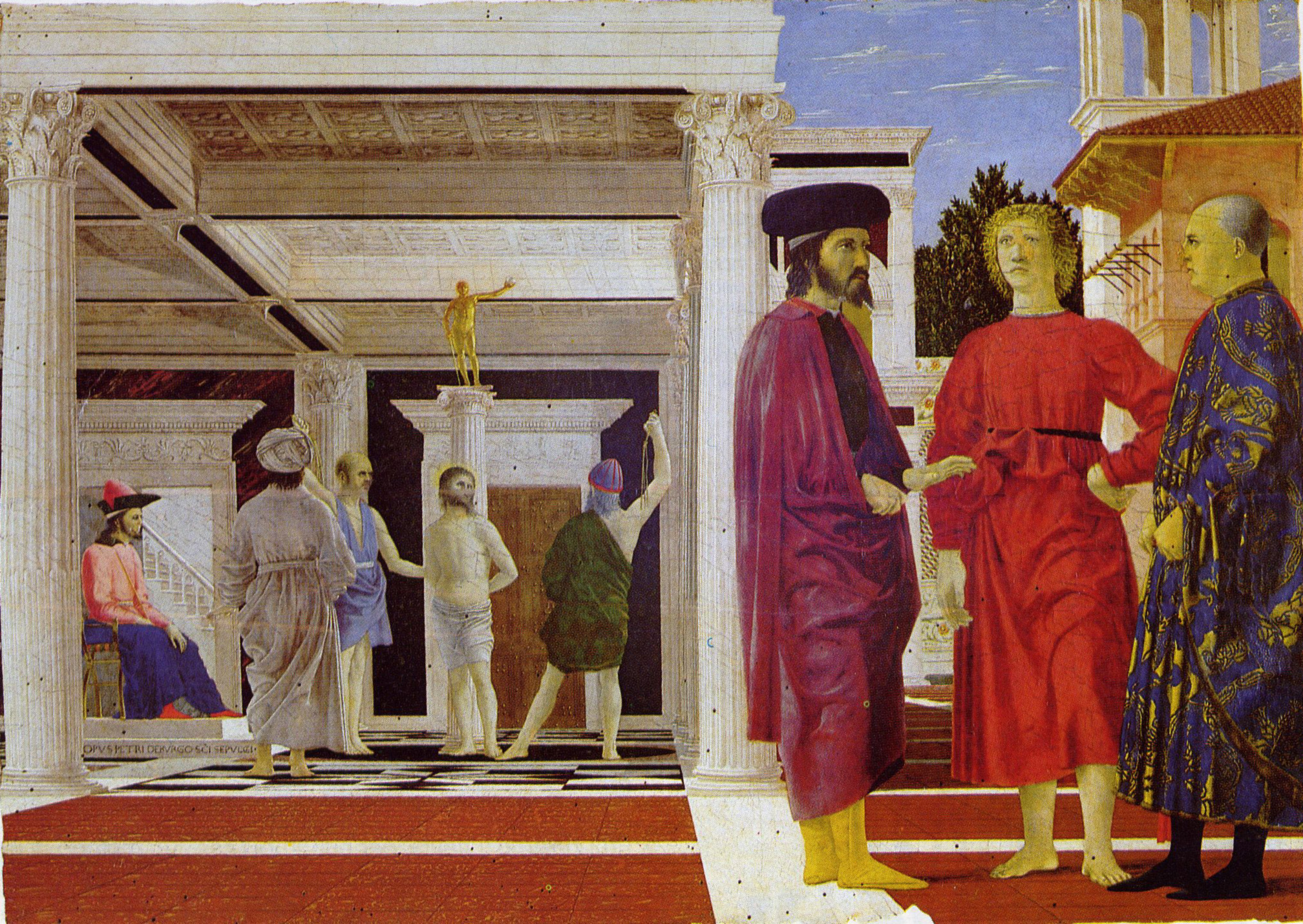
Ipotetici ritratti di Tommaso Paleologo, identificato da qualche studioso nel giovane biondo scalzo, da altri nell'uomo con la barba, sul lato destro del celebre dipinto la Flagellazione di Cristo, di Piero della Francesca.

## Tommaso despota di Morea
Tommaso Paleologo era il figlio più giovane, sestogenito, dell'Imperatore bizantino Manuele II Paleologo e di Elena Dragaš, in una serie di figli tutti maschi. Il nonno materno di Tommaso era Costantino Dragaš. I suoi fratelli erano gli Imperatori bizantini: Giovanni VIII Paleologo e Costantino XI Paleologo, così come Teodoro II Paleologo e Demetrio Paleologo, che furono despoti della Morea, e Andronico Paleologo, fu despota di Tessalonica.
Essendo Tommaso il sestogenito di Manuele non avrebbe dovuto o potuto mai arrivare al potere, neppure quando i figli di Manuele diventarono gli unici eredi della ormai quasi estinta dinastia dei Paleologi.
Come tutti i figli imperiali di Manuele, Tommaso diventò despota. Nel 1428 egli e i suoi fratelli Teodoro e Costantino furono nominati despoti della Morea. Teodoro II si ritirò a vita privata nel 1443 e lasciò la nomina a despota, quindi in Morea rimasero due despoti, Tommaso e Costantino, fino a quando Costantino XI Paleologo fu nominato Imperatore di Bisanzio nel 1448, dopo la morte del fratello maggiore Giovanni VIII Paleologo. 

Tommaso rimase l'unico despota di Morea per un anno e poi fu costretto a condividere nuovamente la carica con il fratello più anziano Demetrio dal 1449, fino ad allora despota di Tessalonica, città che fu ceduta ai veneziani non riuscendo più i bizantini a proteggerla.
Il Principato d'Acaia, sotto il dominio dei latini ancora dai tempi della quarta crociata (1204), perse terreno, dato che i bizantini dalla Morea avevano attaccato i latini e allargato considerevolmente il loro territorio. Dopo la guerra del 1430, almeno virtualmente l'intera penisola del Peloponneso era passata sotto il dominio dell'Impero bizantino e nel 1432 Tommaso sposò Caterina Zaccaria, figlia dell'ultimo principe di Acaia Centurione II Zaccaria.
Dopo questo periodo di successi le fortune della Morea bizantina ebbero un declino, poiché la gestione multipla del governo di quest'area, detenuto da molti fratelli, causò inevitabili attriti che peggiorarono ulteriormente dopo l'arrivo dell'ambizioso Demetrio, il quale assunse posizioni a favore degli ottomani in contrasto con la politica pro-occidentale di Tommaso.
Dal 1447 i despoti diventarono vassalli e tributari dei Sultani ottomani a causa della sconfitta dell'esercito crociato nella battaglia di Varna.
All'inizio dell'assedio di Costantinopoli da parte di Mehmed II, un esercito ottomano fu schierato al confine con l'Acaia in modo da bloccare la resistenza cristiana in Grecia, ed impedire sia ai latini che ai bizantini di prestare soccorso a Costantinopoli. 

Dopo la conquista di quest'ultima da parte degli ottomani, guidati da Mehmed II ed avvenuta il 29 maggio 1453, il sultano ordinò ai due fratelli Paleologi di continuare - uniti - a governare il despotato e di continuare a pagargli il loro tributo.
Questo ordine fu accettato da Tommaso e Demetrio per i primi due anni a causa della sommossa della famiglia dei Cantacuzeni, che dal 1453 cominciò una rivolta campeggiata da Manuele Cantacuzeno nipote di Demetrio I Cantacuzeno. Soltanto nel corso del 1454 le forze dei fratelli Paleologi sconfissero le forze ribelli.

Cartina del despotato della Morea, 1459.

In queste circostanze, e privo di Costantino XI il quale era il mediatore per la pace familiare, Tommaso cercò sostegno contro gli ottomani nel mondo occidentale e si alleò con la Repubblica di Genova e con il Papa della Chiesa di Roma e sconfisse il fratello Demetrio. Questi, che era anche filo-ottomano, fuggì a Costantinopoli alla corte di Mehmed II nel 1460 in cerca di aiuto, chiedendo al sultano di inviare un esercito per sconfiggere il fratello ribelle agli ottomani.
Un esercito ottomano attaccò la Morea e rapidamente aprì un varco nel confine sulle mura del Hexamilion attraverso l'Istmo di Corinto, troppo lungo per essere equipaggiato e difeso efficacemente dalle forze di Tommaso. Quest'ultimo, temendo di fare la fine del fratello Costantino, fuggì con la sua famiglia in Italia, dove già era riconosciuto come erede legittimo dell'Impero bizantino, e si recò a Roma alla corte di Papa Pio II.
I comandanti delle città fortificate della Morea disertarono dal loro comando e i soldati scelsero individualmente se combattere o arrendersi, secondo la propria volontà e le proprie circostanze. Nella battaglia finale dell'impero romano nella relativa incarnazione dell'impero bizantino, Graziano Paleologo, comandante militare della città di Salmenikon, sconfisse Mehmed II, che dopo un mese d'assedio aveva rinviato i suoi uomini a casa senza conquistare quella città poco importante.
Durante l'anno seguente Graziano ricevette un'offerta per diventare generale della Repubblica di Venezia che egli accettò e quindi i veneziani presero sotto il loro controllo Salmenikon nel luglio del 1461.

## Tommaso e gli eredi dell'Impero bizantino
Dopo la caduta della Morea Tommaso andò a vivere a Roma e fu riconosciuto nell'Europa cristiana come Imperatore legittimo di Bisanzio. Durante gli anni trascorsi nell'Europa occidentale si convertì al cattolicesimo, allo scopo di migliorare la sua figura.
Alla sua morte - avvenuta nel 1465 a Roma - la sua posizione era quella di titolare legittimo dell'Impero di Bisanzio. Il titolo sarebbe poi passato al figlio più anziano, Andrea Paleologo, nato a Mistra nel 1455.
Altro figlio di Tommaso fu il più piccolo Rogerio, vivente in una villa a San Mauro Cilento, in provincia di Salerno, tenutovi ostaggio dal re di Napoli Alfonso V a garanzia di certe sue pretese su possedimenti del caduto impero bizantino. Dopo la morte del fratello maggiore Andrea senza eredi, Rogerio avrebbe quindi ereditato il titolo di principe di Bizanzio. I suoi discendenti avrebbero, poi, originato il ramo Paleologo Mastrogiovanni.
Mehmed II conquistò nel 1461 l'Impero di Trebisonda, di fatto l'ultimo territorio libero dell'Impero Romano, dopo la conquista di Costantinopoli e della Morea.
Nel 1472 Papa Paolo II organizzò a scopi politici il matrimonio fra la figlia di Tommaso, Zoe Paleologa (che cambiò nome in Sophia) e il principe Ivan III di Russia, con la speranza di far diventare la Russia un paese cattolico. Il matrimonio venne celebrato, ma l'unione delle chiese non avvenne poiché i russi non intesero cambiare religione. Ciò nonostante, in virtù di questo matrimonio, Mosca cominciò a seguire relativamente la politica Imperiale di Bisanzio e si fregiò del titolo di terza Roma.
Il bisnipote di Tommaso sarà poi Ivan IV di Russia, il primo Imperatore - o zar - della Russia chiamato con questo titolo (il titolo Imperiale però era già entrato nell'uso sotto Ivan III). 

L'ultima discendente riconosciuta di Zoe fu Maria di Staritsa, moglie del re Magnus di Livonia.

## Famiglia
Dall'unione con Caterina Zaccaria di Achea, Tommaso Paleologo ebbe almeno quattro figli:
1. Elena Paleologa, che sposò il principe Lazar II di Serbia;
2. Andrea Paleologo, che rivendicò il titolo di imperatore bizantino;
3. Manuele Paleologo;
4. Zoe Paleologa, che ebbe il nome cambiato in Sophia, sposò il principe Ivan III di Russia.

Oltre a quanto descritto si ha ragione di ritenere che ci fossero almeno altri due figli ovvero:
- NN Paleologina, di cui sappiamo soltanto che morì in tenera età e che l'orazione funebre fu tenuta da Giovanni Eugenico;
- Ruggiero o Rogerio, che fu probabilmente figlio primogenito se si accetta la sua nascita intorno alla fine del 1430, ed in tenera età inviato presso la corte di Napoli come ostaggio, in relazione ai patti di non belligeranza tra gli aragonesi e Bisanzio. Attorno al 1444 sposò Antonia di Chiaromonte, figlia di Tristano di Chiaromonte conte di Copertino e Principe di Taranto. I suoi discendenti origineranno il ramo Paleologo Mastrogiovanni.[2][3][4]

## Ascendenza
|                      |              |                           | Genitori                  |  |  | Nonni |  |  | Bisnonni                |  |  | Trisnonni            |  |
|                      |              |                           |                           |  |  |       |  |  | Andronico III Paleologo |  |  | Michele IX Paleologo |  |
|                      |              |                           |                           |  |  |       |  |  | Andronico III Paleologo |  |  | Michele IX Paleologo |  |
|                      |              | Rita d'Armenia            |                           |  |  |       |  |  | Andronico III Paleologo |  |  |                      |  |
| Giovanni V Paleologo |              |                           |                           |  |  |       |  |  | Andronico III Paleologo |  |  |                      |  |
|                      |              | Anna di Savoia            | Amedeo V di Savoia        |  |  |       |  |  |                         |  |  |                      |  |
|                      |              | Anna di Savoia            | Amedeo V di Savoia        |  |  |       |  |  |                         |  |  |                      |  |
|                      |              | Anna di Savoia            | Maria di Brabante         |  |  |       |  |  |                         |  |  |                      |  |
| Manuele II Paleologo |              | Anna di Savoia            |                           |  |  |       |  |  |                         |  |  |                      |  |
|                      |              | Giovanni VI Cantacuzeno   | Michele Cantacuzeno       |  |  |       |  |  |                         |  |  |                      |  |
|                      |              | Giovanni VI Cantacuzeno   | Michele Cantacuzeno       |  |  |       |  |  |                         |  |  |                      |  |
|                      |              | Giovanni VI Cantacuzeno   | Angela Cantacuzena        |  |  |       |  |  |                         |  |  |                      |  |
| Elena Cantacuzena    |              | Giovanni VI Cantacuzeno   |                           |  |  |       |  |  |                         |  |  |                      |  |
|                      |              | Irene Asanina             | Andronikos Asen           |  |  |       |  |  |                         |  |  |                      |  |
|                      |              | Irene Asanina             | Andronikos Asen           |  |  |       |  |  |                         |  |  |                      |  |
|                      |              | Irene Asanina             | Tarchaneiotissa           |  |  |       |  |  |                         |  |  |                      |  |
| Tommaso Paleologo    |              | Irene Asanina             |                           |  |  |       |  |  |                         |  |  |                      |  |
|                      | Dejan Dragaš | Dragimir                  |                           |  |  |       |  |  |                         |  |  |                      |  |
|                      | Dejan Dragaš | Dragimir                  |                           |  |  |       |  |  |                         |  |  |                      |  |
|                      | Dejan Dragaš | …                         |                           |  |  |       |  |  |                         |  |  |                      |  |
| Costantino Dragaš    | Dejan Dragaš |                           |                           |  |  |       |  |  |                         |  |  |                      |  |
|                      |              | Teodora di Serbia         | Stefano Uroš III Dečanski |  |  |       |  |  |                         |  |  |                      |  |
|                      |              | Teodora di Serbia         | Stefano Uroš III Dečanski |  |  |       |  |  |                         |  |  |                      |  |
|                      |              | Teodora di Serbia         | Teodora di Bulgaria       |  |  |       |  |  |                         |  |  |                      |  |
| Elena Dragaš         |              | Teodora di Serbia         |                           |  |  |       |  |  |                         |  |  |                      |  |
|                      |              | Alessio III di Trebisonda | Basilio di Trebisonda     |  |  |       |  |  |                         |  |  |                      |  |
|                      |              | Alessio III di Trebisonda | Basilio di Trebisonda     |  |  |       |  |  |                         |  |  |                      |  |
|                      |              | Alessio III di Trebisonda | Irene di Trebisonda       |  |  |       |  |  |                         |  |  |                      |  |
| Eudocia Comnena      |              | Alessio III di Trebisonda |                           |  |  |       |  |  |                         |  |  |                      |  |
|                      |              | Teodora Cantacuzena       | Niceforo Cantacuzeno      |  |  |       |  |  |                         |  |  |                      |  |
|                      |              | Teodora Cantacuzena       | Niceforo Cantacuzeno      |  |  |       |  |  |                         |  |  |                      |  |
|                      |              | Teodora Cantacuzena       | …                         |  |  |       |  |  |                         |  |  |                      |  |
|                      |              | Teodora Cantacuzena       |                           |  |  |       |  |  |                         |  |  |                      |  |